# Alexander Contee Hanson

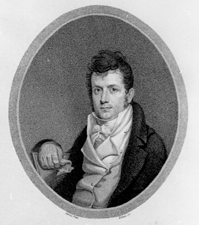
Alexander Contee Hanson

Alexander Contee Hanson, född 27 februari 1786 i Annapolis, Maryland, död 23 april 1819 i Howard County, Maryland, var en amerikansk publicist och politiker (federalist). Han representerade Marylands tredje distrikt i USA:s representanthus 1813–1816. Han representerade sedan Maryland i USA:s senat från 1816 fram till sin död.
Hanson utexaminerades 1802 från St. John's College i Annapolis. Han studerade sedan juridik och inledde sin karriär som advokat i Annapolis. Han grundade tidningen Federal Republican i Baltimore. Som ansvarig utgivare för tidningen företrädde han en linje som gjorde tidningen till ett extremt språkrör för Federalistiska partiet. Hans tidning fortsatte att kritisera regeringen efter utbrottet av 1812 års krig. En mobb angrep redaktionen efter krigsutbrottet. Hanson försvarade den belägrade redaktionen med hjälp av beväpnade bundsförvanter. Två personer omkom i skottlossningen. Hanson gav sig den 28 juli 1812 och milisen förde honom till fängelset. Mobben stormade sedan fängelset och misshandlade honom. Därefter flyttade han redaktionen till Washington, D.C. där verksamheten fick fortgå utan flera incidenter.
Hanson efterträdde 1813 Philip Barton Key som kongressledamot. Han efterträdde sedan 1816 Robert Goodloe Harper som senator för Maryland. Hanson avled 1819 i ämbetet och efterträddes av William Pinkney.
Hanson var anglikan. Han gravsattes på familjekyrkogården i Howard County.